# Lehmkuhlenschloot
Der Lehmkuhlenschloot ist ein Schloot (Wassergraben) auf dem Gebiet von Lehmkuhlen, einem Ortsteil des Wittmunder Ortsteils Willen im Landkreis Wittmund in Ostfriesland. Er entspringt am „Alten Postweg“ und mündet rund 1,2 Kilometer östlich in dem Masilkenschloot.